# Guleanca, Bârzula
Guleanca (în ucraineană Гулянка, transliterat: Huleanka) este un sat în comuna Ocna din raionul Bârzula, regiunea Odesa, Ucraina.
În trecut a fost un sat cu o numeroasă comunitate moldovenească (românească) – 30% din populație, conform recensământului sovietic din 1926; fiind însă asimilat în prezent.

## Demografie
Componența lingvistică a localității Guleanca
     Ucraineană (92,22%)
     Română (6%)
     Rusă (1,64%)
     Alte limbi (0,14%)
Conform recensământului din 2001, majoritatea populației localității Guleanca era vorbitoare de ucraineană (92,22%), existând în minoritate și vorbitori de română (6%) și rusă (1,64%).

## Vezi și
- Românii de la est de Nistru